# リンチ共産党
リンチ共産党（リンチきょうさんとう）とは、第二次世界大戦以前の非合法政党時代の日本共産党史において、1932年（昭和7年）10月に熱海で幹部が一斉検挙（熱海事件）されて以降、1935年3月に最後の中央委員だった袴田里見が検挙されて党中央部が完全に消滅するまでの日本共産党を指す俗称。

## 概要
この時期の日本共産党は、熱海事件による党組織壊滅の打撃から立ち直ることができず、また獄中にあった元幹部の佐野学・鍋山貞親の転向声明に始まる大量転向により党員数は減少の一途をたどった。また「非常時共産党」壊滅の一因となった警察スパイの中央部潜入が恒常化し、彼らの密告で幹部が検挙されるたび、残存党員が中央部を再建するパターンが繰り返された。このため、この時期は滝川事件など国内の言論弾圧が質的・量的に拡大していく状況であるにもかかわらず、もはや党としての活動を進めていくことは困難になっていた。さらに党内部ではスパイ摘発のため互いに疑心暗鬼の状態になり、これが行き過ぎた査問の発生につながった。
最後の中央委員となった袴田の検挙以後、党中央部再建の動きはいくつかの地方組織により進められ、1940年半ばころまで散発的に続けられた。しかしいずれも弾圧によって終息し、結局党組織は第二次世界大戦後の合法化に至るまで再建されることはなかった。

## 経緯
山本指導部（1933年1月 - 5月）
1932年11月の熱海事件で党中央部が壊滅したのち、検挙を免れた中央委員・宮川寅雄が「臨時中央部」を組織したが、これも同年末の検挙により再び壊滅した。このため、翌1933年1月にはモスクワ・クートヴェ帰りの山本正美によって党中央部が再建され、病床にあった野呂栄太郎のほか、谷口直平・大泉兼蔵が中央委員となり、さらに3月には山下平次・三船留吉がこれに加わったが、このうち大泉・三船は警察のスパイであった。この時期、共産党傘下の大衆団体であった全農全会派および日本労働組合全国協議会（全協）は、共産党による誤った指導により当局の弾圧を招き、ほぼ活動停止になっていた。5月にはスパイ（大泉と考えられている）の密告により、作家・小林多喜二が党内の連絡活動中に検挙され、警察取調中の拷問により死亡した。同月、党中央自体もスパイ三船の手引きにより山本・谷口・山下が検挙された。
野呂・大泉指導部（1933年5月 - 11月）
山本指導部の壊滅後、弾圧を免れていた中央委員・野呂栄太郎が委員長に就任し、スパイである大泉兼蔵とともに指導権を掌握（野呂は大泉がスパイである事実を知らなかった）、宮本顕治・逸見重雄・小畑達夫が中央委員に補充された。しかし6月には獄中にあった元幹部の佐野学・鍋山貞親が転向声明「共同被告同志に告ぐる書」を出し、コミンテルンからの分離と「一国的社会主義」の実現、中国軍閥およびアメリカ資本主義に対する日本の戦争の支持、天皇制の承認を主張した。これに同じく獄中の風間丈吉・三田村四郎・田中清玄らが同調し、以後、獄中にあった党員の大量転向が進んだ。党中央は佐野・鍋山の2名を除名したが、この流れを止めることはできなかった。11月にはスパイ大泉の手引により野呂が警察に検挙され、翌1934年2月に獄中死した。
宮本・大泉指導部（1933年11月 - 12月）
野呂検挙後、中央委員の宮本顕治は大泉がスパイであることを知らないまま彼とともに党指導部を組織し、中央委員に袴田里見・秋笹正之輔を補充してスパイ摘発をすすめた。摘発は大衆組織の党フラクションにも波及したため党全体に疑心暗鬼の雰囲気が広がった。この結果、大泉および同じく中央委員の小畑達夫がスパイと疑われるようになり、12月、両名は査問にかけられ、このうち小畑が査問の最中に死亡した（日本共産党スパイ査問事件参照/なお小畑はスパイでなかったとの見解も戦後あらわれている）。これにより宮本は検挙された。
袴田指導部（1933年12月 - 35年3月）
宮本の検挙後、袴田里見・逸見重雄・秋笹正之輔の残存中央委員は党指導部を組織したが、ほどなくして逸見、次いで秋笹が上記のリンチ容疑で検挙されたため、1934年4月以降、中央委員は袴田1名のみになり党中央部は実質的に崩壊した。疑心暗鬼に駆られた袴田はスパイ摘発のための「全党員の再登録」をすすめ、逆に袴田をスパイと見なした「多数派」分派の離反を招いた。同年半ばころには党中央（袴田）と支持組織である全協の中央の対立・抗争が激化、全協自体もまた弾圧により壊滅した。1935年3月にはついに袴田自身が検挙され党中央は壊滅した。

## その後
袴田の検挙により党中央が壊滅した後、袴田指導部から離反した「多数派」も、中心メンバーが検挙され、またコミンテルンから批判を受けたことで1935年9月には「関西地方委員会」による解散声明が出された。吉見光凡・和田四三四・奥村秀松らからなる同委員会は翌10月頃には「日本共産党中央再建準備会」に移行し、1936年12月まで活動した。つづいて偽装転向により出獄した春日庄次郎に原全五・竹中恒三郎らを加えて「日本共産主義者団」（1937年12月 - 38年9月）が結成され、滝川事件後に結成された学生グループ「京大ケルン」と結びつき党再建をめざし、野間宏の小説「暗い絵」の素材となった。これ以外には岡部隆司・長谷川浩・伊藤律らの「党再建準備委員会」（1937年11月 - 40年6月）、春日正一らの「京浜地方党再建グループ」（40年5月まで）、「阪神地方党再建グループ」（40年9月まで）があるが、いずれも党中央再建に至る前段階でメンバーが検挙され壊滅している。